# Obergruppenführer
Obergruppenführer naziv je za čin Sturmabteilunga i Schutzstaffela koji je prvi put stvoren 1932. kao čin SA-a. Do 1942. bio je najviši čin SS-a, niži od čina Reichsführera (Heinrich Himmler).  Prevodi se kao "Viši vođa skupine". Čin SA-Obergruppenführera nosili su pripadnici Oberste SA-Führunga (Vrhovno zapovjedništvo SA-a) i veteranski zapovjednici jedinica zvanih SA-Gruppen (SA skupine). Čin Obergruppenführera bio je činom iznad Gruppenführera.
Kao čin SS-a, Obergruppenführer je stvoren zbog širenja Schutzstaffela pod zapovjedništvom Heinricha Himmlera. Himmler je bio prvi časnik SS-a koji je nosio čin SS-Obergruppenführer, a ovaj čin nosio je i dok je imao naslov Reichsführer-SS.  Dakle, stvarni Himmlerov čin, tada, bio je Obergruppenführer, dok je Reichsführer bio samo naslov i još nije bio činom SS-a.
U ranim danima SS-a, Obergruppenführer je postojao da bi se izjednačile vođe SS-a. Ovaj slučaj je bio s Kurtom Daluegeom, koji je bio zapovjednik SS-a u Berlinskoj regiji od 1930. do 1934. Da bi spriječio raspad SS-a na dva dijela, na onaj čija je baza bila na sjeveru Njemačke i na onaj čija je baza bila u Bavarskoj, Adolf Hitler je promaknuo Daluegea u čin Obergruppenführera i tako ga izjednačio s Himmlerom.
Nakon Noći dugih noževa, SS i SA postale su dvije, potpuno različite organizacije. SA je nastavio rabiti čin Obergruppenführer, no ovaj čin je češće rabio SS. SS-Obergruppenführer smatran je najvišim činom Allgemeine SS-a (jednak s general-poručnikom), iznimka je Himmlerov naslov Reichsführer. U Waffen SS-u čin je bio izjednačen s činom punoga generala.
Devedeset i osam SS-ovaca nosilo je čin SS-Obergruppenführer, a od toga dvadeset i jedan su bili pripadnici Waffen SS-a. Ovaj čin je bio najviši generalski čin SS-a, sve do 1942., kada SS stvara još jedan čin pod nazivom SS-Oberstgruppenführer.
Čin Obergruppenführera nosili su neki od najpoznatijih SS-ovaca, među njima Reinhard Heydrich i Ernst Kaltenbrunner. Karl Wolff je bio također nositelj ovog visokog čina, a živog su ga uhvatili Saveznici pred kraj Drugoga svjetskog rata. Čin SS-Obergruppenführer također su nosili SS-ovski policijski zapovjednici kao i Waffen SS-ovi divizijski zapovjednici.